# François Marie de Lorraine
François-Marie de Lorraine (* 4. April 1624; † 11. Januar 1694 in Paris) war ein französischer Aristokrat und Militär, der dem Haus Guise angehörte.
Er war Comte und später Prince de Lillebonne, ab 1658 Damoiseau et Seigneur de Commercy et de Villemareuil; kurz vor seinem Tod wurde er Herzog von Joyeuse.

## Leben
Als vierter und jüngster Sohn von Charles II. de Lorraine, Herzog von Elbeuf, und Catherine-Henriette de Bourbon, der legitimierten Tochter von König Heinrich IV. von Frankreich und Gabrielle d’Estrées.
François Marie de Lorraine trat in den Militärdienst ein und wurde am 22. Mai 1645 zum Hauptmann im Regiment des Kardinals Mazarin ernannt. Er kämpfte in der Schlacht bei Alerheim (August) und bei der Einnahme von Nördlingen, wo er verwundet wurde, nahm an der Belagerung von Heilbronn und der Eroberung von Trier teil. Am 12. Februar 1646 stellte er ein Kavallerieregiment mit seinem Namen auf, mit dem er im selben Jahr bei der Belagerung von Lerida (Mai bis November) diente. 1647 wurde er bei der Belagerung von Diksmuide in einem Gefecht auf einem Damm in der Nähe de Lécluse durch einen Schuss verwundet. Er kämpfte 1648 bei Lens und bei der Belagerung von Veurne; er wurde in der Armee vor Paris eingesetzt und nahm 1649 an der Einnahme von Charenton, der Belagerung von Cambrai (Juni/Juli) und der Einnahme von Condé teil. Am 22. November 1649 wurde er zum Maréchal de camp ernannt. 1650 diente er bei der Unterstützung von Guise, der Einnahme von Rethel und der Schlacht, die bei diesem Ort stattfand (15. Dezember). Am 28. Dezember 1651 wurde er zum Lieutenant-général des Armées du Roi ernannt.
1651 bis 1653 diente er in Guyenne. Am 19. Juni wurde er Marschall Turenne unterstellt und hatte dann das Kommando über sechs Kavallerie-Schwadronen beim Angriff und bei der Räumung der spanischen Linien vor Arras. In den Jahren 1655 bis 1658 diente er in der Armee von Flandern, 1655 bei der Belagerung von Landrecies, 1657 bei Condé und Saint-Venant. Im Jahr 1659 war er Premier Lieutenant-général der Armee von Flandern unter Marschall Turenne, bis der Waffenstillstand die militärischen Operationen des Französisch-Spanischen Kriegs beendete; das Kavallerieregiment des Comte de Lillebonne wurde am 18. April 1661 entlassen.
1667 hatte er ein Kavallerieregiment im Dienst seines Schwiegervaters, des Herzogs von Lothringen (er war auch lothringischer Gouverneur des Herzogtums Bar), befehligte die Truppen, die dieser der Armee des Königs im Devolutionskrieg gestellt hatte, diente bei der Belagerung von Douai (Juni/Juli), der Besetzung von Oudenaarde und der Einnahme von Lille (August). Am 31. August besiegte er einen Teil der spanischen Kavallerie in der Nähe von Deinze. Am 26. September 1668 schlug er im Rahmen des Pfälzer Wildfangstreits an der Spitze von 5000 Männern die kurpfälzischen Truppen, die ihn bei Bingen angegriffen hatten und dabei 1200 Männer verloren.

## Ehe und Familie
François Marie de Lorraine heiratete mit Dispens am 3. September 1658 in Paris Christine d’Estrées, die Tochter von François-Annibal d’Estrées und Anne Habert de Montmort; sie starb bereits am 18. Dezember 1658 und wurde in der Kirche der Feuillanten in Soissons bestattet. Die Ehe blieb naturgemäß ohne Nachkommen.
Am 7. Oktober 1660 heiratete er in der Abtei Saint-Pierre de Montmartre in zweiter Ehe Anne-Elisabeth von Lothringen, die (legitimatio per matrimonium subsequens) Tochter von Herzog Karl IV. von Lothringen, und Béatrix de Cusance, Princesse de Cantecroix. Sie war Dame de Louppy, de Revigny, de Viviers, de Châtillon-en-Bourgogne, de Harzell, de Grandmont (Flandern), de Belvoir, de Cusance et de Saint-Julien (* 23. August 1639 in Sierck oder Trier); ihre Kinder sind:
- Charles François (* 11. Juli 1661 in Bar-le-Duc: X 15. August 1702[1] in der Schlacht bei Luzzara), Prince de Commercy, Comte de Rosnay, kaiserlicher General der Kavallerie
- Béatrice Hiéronyme (* 1. Juli 1662 in Bar-le-Duc; † 9. Februar 1738 in Paris), 1702 Herrin zu Gheel, 1711 Äbtissin von Remiremont, 1725 Comtesse de Walhain, bestattet in Saint Paul in Paris;
- Thérèse (* 12. Mai 1663 auf Schloss Belvoir; † 16. September 1671[2] in Nancy), bestattet ebenda
- Marie Élisabeth (* 5 April 1664 in Nancy; † 7. März 1748[3] in Paris), Comtesse de Walhain; ⚭ 7. Oktober 1691 Louis I. de Melun, 7 Prince d’Épinoy, Reichsfürst, Marquis de Roubaix, Baron d’Antoing (* 27. Oktober 1673; † 24. September 1704 in Straßburg), Connétable de Flandres, bestattet im Straßburger Münster (Haus Melun)
- Marie Françoise (* 28. Mai 1666 in Nancy[4] in Nancy; † 10. Mai 1669)
- Sébastienne (* 19. August 1667[5] in Nancy; † August 1669)
- Jeanne Françoise (* 6. September 1668 in Nancy; † 1680)
- Henri Louis (* 26. Oktober 1669; † 17. März 1670)
- Jean François-de-Paul (* 10. Juni 1672 in Paris; X 29. Juli 1693 in der Schlacht bei Neerwinden)

François Marie de Lorraine starb am 11. Januar 1694 im Alter von 69 Jahren in Paris und wurde der Kirche Saint Paul in Paris bestattet. Seine zweite Frau überlebte ihn um 26 Jahre; sie starb ab 19. Februar 1720 in Paris und wurde in der gleichen Kirche bestattet.

## Herzog von Joyeuse
François Maries Verwandte Marie de Lorraine, Herzogin von Guise, Herzogin von Joyeuse und Fürstin von Joinville, hatte in ihrem Testament vom 6. Februar 1686 mehrere Einzelvermächtnisnehmer eingesetzt, darunter auch die Linie Elbeuf ihrer Familie, zu der François Marie gehörte. Die Herzogin starb am 3. März 1688 und es kam in der Folge zu Erbauseinandersetzungen, über die die Grand’Chambre des Pariser Parlements am 26. April 1689 ein Urteil fällte; durch den nachfolgenden Teilungsvertrag der Erben erhielt François Maries Bruder Charles François das Herzogtum Joyeuse. Da er aber in kaiserlichen Diensten stand, beschlagnahmte König Ludwig XIV. das Herzogtum im Jahr 1690, überließ es 1693 dann aber Charles François‘ jüngerem Bruder Jean François-de-Paul, der kurz darauf fiel. Der Titel des Duc de Joyeuse ging nun an seinen Vater und nach dessen Tod ein halbes Jahr später an die Witwe, die das Herzogrum 1714 an ihren Schwiegersohn Louis II. de Melun weitergab.